# Traiguén
Traiguén è un comune del Cile della provincia di Malleco nella Regione dell'Araucanía. Al censimento del 2002 possedeva una popolazione di 19.534 abitanti.

## Società

### Evoluzione demografica
| Censimento del 1992 | Censimento del 2002 |
| 20.622 ab.          | 19.534 ab.          |